# مارشال باركر
مارشال باركر (بالإنجليزية: Marshall Parker)‏ هو سياسي أمريكي، ولد في 25 أبريل 1922 في الولايات المتحدة، وتوفي في 15 نوفمبر 2008 في سينيكا في الولايات المتحدة. حزبياً، نشط في الحزب الجمهوري والحزب الديمقراطي. وقد انتخب عضو مجلس ولاية كارولاينا الجنوبية.